# مرازاد
مرازاد یکی از روستاهای استان آذربایجان شرقی است که در دهستان داران بخش مرکزی شهرستان جلفا واقع شده‌است.این روستا ۲۳۳ نفر جمعیت دارد.